# Jean-Hubert Austin
Jean-Hubert Austin (23 febbraio 1950) è un ex calciatore haitiano, di ruolo difensore e centrocampista.

## Carriera

### Club
Si forma calcisticamente presso la sezione atletica dell'Università di New York.
In patria milita nel Violette Athletic Club. Durante il periodo di militanza con il Violette Athletic Club, fece parte della spedizione haitiana ai Mondiali tedeschi del 1974.

### Nazionale
Venne convocato dal commissario tecnico Antoine Tassy ai Mondiali tedeschi del 1974.